# 陈昌凤
陈昌凤（1964年4月4日—），女，江苏人，中国新闻学者，清华大学新闻与传播学院教授。主要从事新闻传播史、大众传播与社会变迁等研究。

## 生平
1986年毕业于南京师范大学中文系，获学士学位后留校任教。1990年至1991年，参加中国人民大学新闻系研修班。1993年进入中国人民大学攻读博士学位，师从方汉奇教授。1996年获博士学位后，到北京大学国际关系学院任教。1998年参与筹建新闻与传播学院，2001年任副院长、新闻系主任。2008年调入清华大学新闻与传播学院，任教授。2010年至2016年，任清华大学新闻与传播学院副院长。2016年升任常务副院长。

## 轶闻
2014年1月，陈昌凤发新浪微博称“香港油价比大陆便宜”，经网友提醒后发出道歉微博，并附上香港最新油价表以示自警。此举获得多数网友的支持。

## 学术兼职
- 中国新闻史学会副会长（2003年－2015年）
- 中国新闻史学会会长（2015年－2019年）[4]
- 中国新闻史学会名誉会长（2019年－）
- 中华全国新闻工作者协会常务理事（2011年10月－2021年12月）
- 教育部高等学校新闻学学科教学指导委员会委员（2006年－）、副主任委员
- 亚太新闻传播学会联盟主席（2018年10月－）
- 江南影视艺术职业学院专家委员会名誉主任、特聘教授（2015年10月）[5]
- 安徽大学讲席教授（2023年3月）[6]

## 出版物
- 《香港报业纵横》（法律出版社，1997年）
- 《蜂飞蝶舞———旧中国著名的报纸副刊》（福建人民出版社，1999年）
- 《中美新闻教育传承与流变》（中国广播电视出版社，2006年）
- 《中国新闻传播史：媒介社会学的视角》（北京大学出版社，2007年）
- 《智能传播：理论、应用与治理》（中国社会科学出版社，2021年）